# Jorge Castelli
Jorge Castelli (Buenos Aires, 12 de mayo de 1946-16 de julio de 2007) fue un entrenador de fútbol argentino con una carrera en el fútbol de su país como preparador físico y como director técnico. Dirigió a la selección de Haití entre 2001 y 2002.

## Carrera como preparador físico
Castelli trabajó primero como preparador físico y luego como director técnico. Trabajó en el fútbol argentino, al tiempo que también trabajó en el plano internacional. Estudioso profundo del fútbol, se desempeñó como preparador físico al lado de Juan Carlos Lorenzo, en Boca Juniors entre 1976 y 1979. En ese período, Boca ganó el Metropolitano y el Nacional de 1976, la Copa Libertadores 1977 y 1978 y la Intercontinental en 1977.
También colaboró con Marcelo Bielsa, en Newell's, campeón de la temporada 90-91.

## Carrera como entrenador
Como entrenador dirigió a Unión, Newell's, Platense, Racing Club, San Lorenzo, Tiro Federal (ascendió a Primera), entre otros. Estuvo vinculado a proyectos en Atlanta y Defensa y Justicia y tenía bajo su supervisión una academia formadora de jugadores en Miami, Estados Unidos.

### Selección de Haití
En septiembre de 2001, Jorge Castelli fue designado seleccionador de Haití por el presidente de la Federación Haitiana de Fútbol, Yves Jean-Bart, que había decidido apostar por la escuela argentina para sacar adelante el fútbol de su país.
Su principal objetivo era lograr una buena presentación en la Copa de Oro de la Concacaf 2002. Para eso, Castelli efectuó una gira en Argentina con el equipo caribeño donde los Grenadiers disputaron 5 partidos de preparación ante cuadros locales.
Comenzado el torneo, Haití estuvo encuadrada en el grupo D junto a las selecciones de Canadá y Ecuador. Inició la competición con derrota 0-2 ante los canadienses antes de resarcirse y vencer por ese mismo marcador a Ecuador. Como Ecuador también derrotó a Canadá por 2-0 se tuvo que recurrir a un sorteo para determinar a los dos clasificados a cuartos de final. Favorecidos por la suerte, los Grenadiers se enfrentaron a Costa Rica en cuartos pero sucumbieron 1-2 en la prórroga, con gol de oro de Rónald Gómez en el min. 97. Jorge Castelli dio un paso al costado en septiembre de 2002 siendo sustituido en el cargo por su compatriota Vicente Cayetano Rodríguez.